# إيمرسون (لاعب كرة قدم مواليد 1973)
إيمرسون (بالبرتغالية: Emerson Pereira da Silva‏) (21 أغسطس 1973 بساو باولو في البرازيل - ) هو لاعب كرة قدم برازيلي في مركز الوسط. شارك مع منتخب البرازيل تحت 20 سنة لكرة القدم. أما مع النوادي، فقد لعب مع كولو-كولو ونادي بيروجيا ونادي جوفنتودي ونادي ساو باولو ونادي كورينثيانز ونادي مونتيري ويونيون إسبانيولا ونادي رينتيستاس ونادي بوتافوغو اس بي.

## وصلات خارجية
- إيمرسون (لاعب كرة قدم) على موقع الاتحاد الدولي (مؤرشف)  (الإنجليزية)
- إيمرسون (لاعب كرة قدم) على موقع قاعدة بيانات كرة القدم.إي يو (الإنجليزية)
- إيمرسون (لاعب كرة قدم) على موقع Soccerway.com (الإنجليزية)
- إيمرسون (لاعب كرة قدم) على موقع عالم كرة القدم.نت (الإنجليزية)